# Лебніц (Мекленбург-Передня Померанія)
Лебніц (нім. Löbnitz) — громада в Німеччині, розташована в землі Мекленбург-Передня Померанія. Входить до складу району Передня Померанія-Рюген. Складова частина об'єднання громад Барт.
Площа — 22,22 км2. Населення становить 574 ос. (станом на 31 грудня 2020).